# Рукомет на Летњим олимпијским играма 2012.
Рукометни турнир на Олимпијским играма у Лондону 2012. одржао се од 28. јула до 12. августа 2012. Такмичења у групној фази и утакмице четвртфинала одржала су се у дворани Копер бокс капацитета 7.000 места у Стратфорду, Источни Лондон. Полуфинала и утакмице за медаље одржала су се у већој кошаркашкој арени.
Титуле олимпијског победника у бранит ће репрезентације Француске у мушкој и Норвешке у женској конкуренцији. Учествује по 12 репрезентација у обе конкуренције подељене у по две групе са 6 екипа. По четири најбоље пласиране екипе из групне фазе такмичење настављају у елиминационој фази.

## Освајачи медаља
| Турнир   | Злато     | Сребро    | Бронза   |  |  |  |
|          |           |           |          |  |  |  |
| Мушкарци | Француска | Шведска   | Хрватска |  |  |  |
| Жене     | Норвешка  | Црна Гора | Шпанија  |  |  |  |

## Учесници
На турниру учествује по 12 репрезентација у обе конкуренције, укупно 24 репрезентације. 

### Мушкарци
|                             | Датум                | Турнир       | Квота | Квалификовани      |
| --------------------------- | -------------------- | ------------ | ----- | ------------------ |
| Домаћин                     |                      |              | 1     | УК                 |
| Светско првенство 2011.     | 13—30. јануар 2011.  | Шведска      | 1     | Француска          |
| Панамеричке игре 2011.      | 16—24. октобар 2011. | Мексико      | 1     | Аргентина          |
| Азијске квалификације 2011. | 23. окт—2. нов 2011. | Јужна Кореја | 1     | Јужна Кореја       |
| Афричко првенство 2012.     | 10—21. јануар 2012.  | Мароко       | 1     | Тунис              |
| Европско првенство 2012.    | 15—29. јануар 2012.  | Србија       | 1     | Данска             |
| Светске квалификације #1    | 6—8. април 2012.     | Шпанија      | 2     | Шпанија · Србија   |
| Светске квалификације #2    | 6—8. април 2012.     | Шведска      | 2     | Шведска · Мађарска |
| Светске квалификације #3    | 6—8. април 2012.     | Хрватска     | 2     | Хрватска · Исланд  |
| Укупно                      |                      |              | 12    |                    |

### Жене
|                             | Датум                | Турнир            | Квота | Квалификовани         |
| --------------------------- | -------------------- | ----------------- | ----- | --------------------- |
| Домаћин                     |                      |                   | 1     | УК                    |
| Европско првенство 2010.    | 7—19. децембар 2010. | Данска & Норвешка | 1     | Шведска               |
| Азијске квалификације 2011. | 12—21. октобар 2011. | Кина              | 1     | Јужна Кореја          |
| Панамеричке игре 2011.      | 15—23. октобар 2011. | Мексико           | 1     | Бразил                |
| Светско првенство 2011.     | 2—18. децембар 2011. | Бразил            | 1     | Норвешка              |
| Афричко првенство 2012.     | 10—21. јануар 2012.  | Мароко            | 1     | Ангола                |
| Светске квалификације #1    | 25—27. мај 2012.     | Француска         | 2     | Француска · Црна Гора |
| Светске квалификације #2    | 25—27. мај 2012.     | Шпанија           | 2     | Шпанија · Хрватска    |
| Светске квалификације #3    | 25—27. мај 2012.     | Данска            | 2     | Русија · Данска       |
| Укупно                      |                      |                   | 12    |                       |

Пошто је Норвешка као светски првак 2011. обезбедила директан пласман на игре, аутоматски пласман обезбедила је и репрезентација Шведске која је била другопласирана на ЕП 2010. (иза Норвешке).

## Жреб
Жреб за олимпијски турнир у рукомету одржан је 30. маја 2012. у Лондону. Укупно 12 екипа у обе конкуренције подељено је у две групе са по 6 тимова. Након групне фазе по четири најбоље пласиране екипе из сваке групе настављају такмичење у елиминационој фази турнира.
Мушки турнир
| Група A                                                                   | Група Б                                                          |
| ------------------------------------------------------------------------- | ---------------------------------------------------------------- |
| - Француска - Шведска - Исланд - Уједињено Краљевство - Аргентина - Тунис | - Шпанија - Хрватска - Мађарска - Србија - Данска - Јужна Кореја |

Женски турнир
| Група A                                                                  | Група Б                                                            |
| ------------------------------------------------------------------------ | ------------------------------------------------------------------ |
| - Црна Гора - Русија - Хрватска - Уједињено Краљевство - Бразил - Ангола | - Норвешка - Шпанија - Данска - Француска - Шведска - Јужна Кореја |